# Wilfried Happel
Wilfried Happel (* 2. Juli 1965 in Nürnberg) ist ein deutscher Schriftsteller und Theaterregisseur.

## Leben
Wilfried Happel studierte Germanistik und Philosophie in Köln und Frankfurt am Main. Er schreibt Theaterstücke, Erzählungen, Hörspiele und Filmdrehbücher. Sein Theatertext "Stück mit zehn Titeln" wurde 2006 verlegt beim Verlag der Autoren. Er inszenierte in Köln als Gastspiel Artheater im Theater Der Keller "Schluss mit Schubert!!" in Berlin "Der Spaziergänger"  nach Robert Walser am Theater am Ufer 2000. In regelmäßigen Abständen arbeitet Happel an der Würzburger Off-Theater-Bühne "Theater Ensemble".  Er lebt in Berlin.

## Theaterstücke (Auswahl)
- Das Schamhaar (UA Bühnen der Stadt Köln 1994)
- Mordslust (UA Bühnen der Stadt Köln 1995)
- Fressorgie oder Der Gott als Suppenfleisch (UA Autorenspektakel Hannover 2000)
- Der Nudelfresser (UA Deutsches Theater, Berlin 2000)
- In-Contenance (Off-UA Berlin 2001)
- Geliebter Mars (Off-UA Potsdam 2002)
- Die Wortlose (UA Gostner Hoftheater, Nürnberg 2002)
- Mein Onkel Bob (UA Staatstheater Nürnberg 2003)
- Fischfutter (UA Stadttheater Bremerhaven 2005)
- Stück mit zehn Titeln (UA Theaterwerkstatt Würzburg 2017)
- Neukölln-Teheran
- Der Liebesakt